# Epicypta boscii
Epicypta boscii är en tvåvingeart som beskrevs av Lane 1948. Epicypta boscii ingår i släktet Epicypta och familjen svampmyggor. Inga underarter finns listade i Catalogue of Life.